# Temporada do Sport Lisboa e Benfica de 2013–14
A temporada 2013/2014 do Benfica começou a 18 de Agosto de 2013 com a primeira jornada da Primeira Liga frente ao Marítimo, no Estádio dos Barreiros.
O Benfica joga também na Taça de Portugal, na Taça da Liga e na Liga dos Campeões.

## Transferências

### Mercado de Verão
Após terminada a época que deixou várias marcas psicológicas, foi tempo de virar a concentração para dentro e reconstruir a equipa e para tal fez-se sair do plantel Melgarejo, Luisinho (ambos laterais esquerdos), Pablo Aimar que terminava contrato, Carlos Martins e Kardec.
Para colmatar as saídas, contrataram-se os sérvios Markovic, Sulejmani, Djuricic e Fejsa. Fez-se regressar Rúben Amorim que estava emprestado ao Sp. de Braga. Foram contratados por empréstimo Sílvio e Siqueira, laterais vindos da Liga Espanhola.

## Classificações

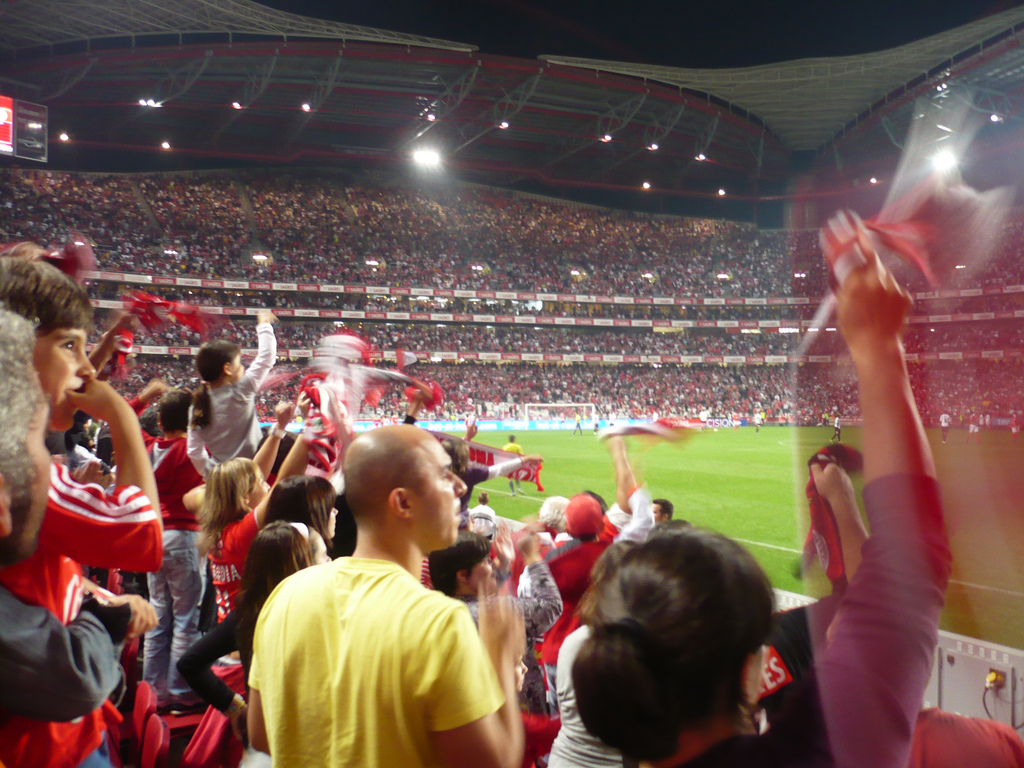
Adeptos do Benfica num jogo da Liga Zon Sagres

## Equipa técnica
| Nome             | Posição                       | Proveniente de:                  |
| ---------------- | ----------------------------- | -------------------------------- |
| Jorge Jesus      | Treinador principal           | Vitória de Guimarães             |
| Hugo Oliveira    | Treinador de Guarda-Redes     | Selecção Portuguesa (Sub 19)     |
| Miguel Quaresma  | Treinador-Adjunto (defesas)   | Vitória de Guimarães             |
| Raul José        | Treinador-Adjunto (avançados) | Vitória de Guimarães             |
| Minervino Pietra | Treinador-Adjunto             | Benfica (gabinete de prospecção) |
| Mário Monteiro   | Preparador-Fisico             | Vitória de Guimarães             |

## Jogos da temporada

### Taça de Portugal
Benfica-Rio Ave Final-> 1-0
Benfica-Porto M/Final-> 3-2
Benfica-Penafiel Q/Final-> 1-0
Benfica-Gil Vicente O/Final-> 5-0
Benfica-Sporting 4°/E-> 4-3
Benfica-Cinfães 3°/E->￼ 1-0